# Adidas Championship Football
Adidas Championship Football (inizialmente previsto come Adidas Golden Shoe in riferimento alla Scarpa d'oro) è un videogioco di calcio pubblicato nel 1990 per Amstrad CPC, Commodore 64, ZX Spectrum e Amiga dalla Ocean Software, con la sponsorizzazione della ditta di abbigliamento sportivo Adidas.
La versione per Amiga uscì perlomeno in Francia, ma la Ocean decise di non pubblicarla nel nativo Regno Unito per motivi non dichiarati; divenne un pezzo raro, che è stato preservato e divulgato sul Web solo nel 2023.
Era prevista anche un'edizione per Atari ST, probabilmente mai pubblicata.
La confezione originale includeva un'audiocassetta con la canzone World in Motion dei New Order.
Lo stesso anno la Ocean pubblicò anche Adidas Championship Tie Break, una riedizione sponsorizzata di Tie Break, gioco di tennis.

## Modalità di gioco
È possibile solo affrontare per intero il fittizio campionato "Adidas Championship Football", con 24 squadre nazionali partecipanti e calciatori anonimi. Non si può affrontare una partita singola, neppure nel multigiocatore; in quel caso i due giocatori partecipano ciascuno con la propria squadra al campionato, e competono tra di loro soltanto se le due squadre si incontrano. Il campionato è costituito da 6 gironi da 4 squadre determinate a caso; le migliori passano poi alla fase di eliminazione diretta a partire dai quarti di finale.
Prima di ogni incontro del giocatore umano si può selezionare la formazione (4-4-2, 4-3-3, 4-2-4, 5-3-2) e la durata, rivedere il tabellone o salvare. Nel caso degli incontri tra due squadre controllate dal computer viene mostrato solo il risultato.
In partita la visuale è dall'alto sulla palla, con orientamento del campo in verticale e scorrimento multidirezionale. I colori delle due squadre sono sempre gli stessi indipendentemente da quali nazionali siano. Il giocatore controlla il calciatore di volta in volta evidenziato; quando non si ha la palla non si controlla mai direttamente il portiere, ma si può dare il comando per farlo tuffare. La palla non rimane attaccata automaticamente ai piedi del calciatore, e per cambiare direzione con la palla bisogna girarci intorno. Si può calciare basso o alto e con potenza variabile, mostrata da un indicatore a barra nel pannello informativo, in proporzione a quanto si tiene premuto il pulsante. Nel caso di un calcio di rigore, lo stesso indicatore è usato invece per rappresentare l'angolazione del tiro. In difesa è possibile la scivolata. Secondo il manuale, tenere palla a lungo senza passare fa stancare il calciatore e lo fa rallentare.
Tra le varie regole del calcio sono presenti calci d'angolo, rimesse laterali, falli, calci di punizione, rigori e cartellini. In caso di pareggio si svolge anche un tempo supplementare, che nel caso delle eliminatorie va avanti a oltranza finché qualcuno non segna un gol.

## Accoglienza
A suo tempo, il gioco per ZX Spectrum venne giudicato molto positivamente dalla stampa europea, con voti anche attorno al 90%.
La versione per Commodore 64 ricevette invece giudizi variabili, da alcuni abbastanza buoni tra cui il 79% della rivista italiana Zzap! (che lo apprezzava più sul piano estetico che su quello della giocabilità) ad altri decisamente negativi come quelli della controparte britannica Zzap!64 o della tedesca 64'er.
La versione Amiga ricevette giudizi di sufficienza da Amiga Joker e Amiga Action.
L'edizione Amstrad CPC fu perlopiù ignorata dalla stampa.